# Frontera entre Azerbaiyán y Turquía
La frontera entre Azerbaiyán y Turquía es el lindero internacional de 15 kilómetros que separa los territorios de Azerbaiyán y Turquía. Es una frontera fluvial, marcada por el río Aras, que forma también una parte de las fronteras entre Turquía y Armenia y entre Azerbaiyán e Irán. El límite se sitúa en la parte suroriental de la provincia de Iğdır del lado turco y el noroeste de la República Autónoma de Najicheván por el lado azerí, siendo por tanto la frontera más corta para ambos países.

## Trazado
El río Aras marca la frontera en toda su extensión. La tierra en los alrededores es plana y no desarrollada, a excepción de una carretera de cuatro carriles y dos controles de aduanas. El asentamiento más cercano es el pueblo de Sədərək, situado aproximadamente 7 km al este del lado de Azerbaiyán, mientras que el asentamiento más cercano al lado turco es el pueblo de Aralık, ubicado aproximadamente 28 km al noroeste.

## Pasos
Sólo hay uno en paso de la frontera. El puente de Umut lleva la D.080/M7 a través del río Aras. Desde 2012 el gobierno turco ha presentado planes para un ferrocarril hasta Najicheván desde Turquía, pero no se ha tomado ninguna acción.